# Máel Muad mac Brain
Máel Muad mac Brain (muerto en 978), generalmente anglificado como Molloy, fue Rey de Munster, primero posiblemente desde 959 o alternativamente 963 hasta alrededor 970, cuándo pudo haber sido depuesto (usurpado) por Mathgamain mac Cennétig del Dál gCais, y entonces nuevamente desde 976, tras la ejecución de este último hasta su propia muerte en la Batalla de Belach Lechta contra Mathgamain hermano de Brian Boru en 978. De alrededor 970 a 976 es mencionado en las fuentes sólo como Rey de Desmond, pero permaneció "en oposición" a Mathgamain durante su carrera. El aliado de Máel Muad en Munster era Donnubán mac Cathail, a quien debió su segundo reinado, y con quien se le asoció también anteriormente. Junto con Donnubán también mantuvo alianza, según la saga no contemporánea y tratado político Cogad Gáedel re Gallaib, con Ivar de Limerick, que pudo haber sido señor supremo de la provincia de manera temporal.
Máel Muad perteneció a los Uí Echach Muman o Eóganacht Raithlind y es antepasado de la casa de O'Mahony.
Su hijo Cian mac Máelmuaid sería un cercano aliado de Brian, presuntamente casándose su hija Sadb, según tradiciones posteriores.